# 川崎勉
川崎 勉（かわさき つとむ、1908年（明治41年）8月27日 - 1997年（平成9年）4月22日 ）は、日本の実業家。日本鉄鋼連盟（鉄連）欧州事務所長を歴任。経済学博士。
三重県出身の政治家・川崎克の長男。弟は衆議院議員の川崎秀二。妻は大審院次長検事、大阪控訴院検事長を務めた金沢次郎の長女。

## 略歴
- 1926年（大正15年） - 開成中学校を卒業する。
- 1929年（昭和4年） - 第一高等学校文科甲類を卒業する。
- 1933年（昭和8年） - 東北帝国大学法学部を卒業する。
- 1934年（昭和9年） - 日本製鐵に入社して、八幡市に勤務する。
- 1936年（昭和11年） - 本社購買部に配属される。
- 1942年（昭和17年） - 輸西の庶務課長となる。
- 1944年（昭和19年） - 本社の外事課長となる。
- 1950年（昭和25年） - 富士製鐵の社長室の調査課長となる。
- 1952年（昭和27年） - 調査室の主査となる。
- 1956年（昭和31年） - アメリカ合衆国国務省招請により米国の製鉄業を視察する。
- 1957年（昭和32年） - 鉄連の調査局長となる。
- 1959年（昭和34年） - 東北大学経済学部の講師となる。
- 1961年（昭和36年） - 日本触媒化学の常務となる。
- 1962年（昭和37年） - 経済学博士となる。
- 1968年（昭和43年） - 鉄連の欧州事務所の所長となる。
- 1972年（昭和47年） - 退任する。

## 著作
- 川崎勊『欧州鉄鋼業視察記』日本鉄鋼連盟調査局〈海外調査資料 1959年 第22号〉、1959年。OCLC 673165292。全国書誌番号:60001874。
- 『日本鉄鋼業の発展と特質』1962年
- 川崎勊『戦後鉄鋼業論』鉄鋼新聞社、1968年。OCLC 33637622。全国書誌番号:68003618。
- 『日本鉄鋼業－（その軌跡）』1976年
- Tsutomu Kawasaki (1985). Japan’s steel industry. Tekko Shimbun Sha. OCLC 13643863. 全国書誌番号:86040542
- 『日本鉄鋼業－その源流』1990年
- 『日本鉄鋼業－関係各社とその人たち－』1995年